# Pop Black Posta
Pop Black Posta è un film del 2019 diretto da Marco Pollini.

## Trama
Alessia è un'impiegata di un piccolo ufficio postale di provincia delusa e frustrata dalla vita che decide di prendere in ostaggio cinque persone. La protagonista inizia a torturare e a interrogare ognuno degli ostaggi costringendoli a confessare i propri peccati e segreti più intimi che i cinque tengono nascosti, ma che l'impiegata ha sempre saputo leggendo la loro posta di nascosto.

## Distribuzione
Il film è stato distribuito in poche sale cinematografiche italiane dal 22 agosto 2019.

## Accoglienza

### Incassi
A seguito della scarsa distribuzione il film ha incassato 33.773 euro, di cui circa 11.900 euro nel primo fine settimana.